# 久六島
久六島（日语：／ Kyūrokujima、 Kyūrokushima）是位於日本青森縣西部日本海中的無人島。島嶼由三個礁石組成，屬於津輕國定公園的一部分，行政上由青森縣西津輕郡深浦町管轄。
久六島的周邊海域是日本海最好的漁場之一。明治時代開始，青森縣為了爭奪此地的漁權和秋田縣僵持不下，而久六島亦一直不屬於任何一個縣。1953年，久六島在行政上劃入青森縣，並同意秋田縣於此地的捕魚權，爭端才告一段落。在解決糾紛的過程中，政府採取了立法措施，包括對《地方自治法》進行了部分修訂，並頒布了關於該地區漁業的特別法律。

## 地理
久六島位於日本海，在青森縣最西邊的深浦町艫作（／）漁港以西約30公里處，是由上之島（／ Kami no shima）、下之島（／ Shimo no shima）和三角帆島（ Jibu no shima）三個岩礁組成的無人島。從艫作漁港或能代港乘船前往，大約需要一個小時。
其中最大的島嶼是上之島，東西40公尺，南北15公尺，高5公尺。下之島位於上之島東北，三角帆島位於上島東南250公尺處。1959年10月20日啟用的久六島燈塔位於上之島。「久六島」是三個岩礁的總稱，但燈塔所在的上之島有時也被稱為久六島。上之島設有一級三角點「上之島」，下之島則設有三級三角點「下之島」。此外，在淺灘處也有一處岩礁會在退潮時露出水面。
在「下之島」附近有三塊礁石，高約3米的即是下之島本島。其東南和東北的礁石約為下之島的一半高。下島和東南島長約10米，寬約3米，東北島長15米，寬3米，西南、東南兩側較窄。三角帆島又稱「洗岩」，是高度不足1米的岩石，在海浪中时隱时現，日本中部海地震後尤其如此；其大小則有「與下島大小相同」、「比下島稍大」或「與下島大小差不多」數種說法。有的時候三角帆島和下之島的東南岩礁有時會相互混淆。
久六島位於南北走向的奥尻海嶺背斜處形成的海底火山的頂部，經過長時間的海水侵蝕而逐漸平坦。周圍的海底地形有一個寬17公里、開口向西的馬蹄形火山口，據信是由以前的火山體崩塌形成的。還有一座高100公尺至200公尺、寬1公里的流山，延伸到島西約50公里處。由於火山構造沒有顯示出坍塌的證據，說明久六島是由舊火山坍塌後作用的新火山形成的。
有很多歷史文獻都提到了久六島的海拔高度。1894年海拔約為5.7公尺，1934年為5.4公尺，1964年至1982年平均海拔約為5.3公尺。此外，在1983年日本海中部地震中，該島下沉了約0.3～0.4公尺。因此可以得知，在日本中部海地震前的90年間，該島的高度是逐漸下降的。而在海拔3公尺處和1～1.5公尺處的高度有分別有平台存在，說明該島過去幾千年的沉積總量不大，或者該島過去幾千年一直在上升。

## 歴史

### 地名由來
久六島的名稱起源有數種說法，包括發現該島的人的名字，或者是在島上迷路、後來被救起的漁民的名字等等。發現者的名字據稱為「大屋久六」，但關於其人物和發現時間則有諸多說法。

### 近代以前
其中一種說法認為，久六島是在安土桃山時代天正年間（1573年－1592年）由大屋重左衛門（おおや しげざえもん）發現。大屋重左衛門是出生於七戶的武士，侍奉在森山（今深浦町森山）有封地的小野茶右衛門，是海軍中的重要人物。他在船上時被稱為「久六」。
另一邊，深浦町松神地區從元祿時期（西元1688年－1704年）開始的舊家（莊屋）、大屋家族的第二代主人（1714年去世，自稱七戶久六）和第六代主人（1786年去世）都有「久六」之名，该家族擁有久六島的平面圖。大屋家從第一代開始就作為津輕藩的領航員，從松前到新潟從事貿易。第十四代家主大屋重兵衛提出，久六島的發現可能是由第二代家主七戶久六發現的。
又有來源稱，大屋家第六代大屋久六發現了這個島，並在礁石上刻下了「久六」的字樣。。一些18世紀的航海圖上有的名字。
從1700年代起，在大坂和江户出版了概述日本各地路線的木版印刷指南，在航海界人士中很受歡迎。在這些指南中，久六島被稱為和，1767年的《北海湊方角之圖》（北海湊方角之図）也將該島稱作。雖然明治6年之後再版的《新增．大日本航路細見記》中的航路記載為「ちょうろ」，但是「在海上分開乘坐」的部分標示為「長路」並標記唸法為「ながじ」。另外，福井縣加賀市的四方政男家有一張年月不詳的路線草圖，圖中的航路呈直線，與久六島相對應的部分寫成「長六」。 
1855年，英國的（Bittern号）和科考船到久六島進行研究，久六島的存在因而變得廣為人知。此時久六島被稱作「Bittern Rocks」。這些資料後來由勝海舟翻譯成日文，並於1867年出版了《大日本國沿海略圖》（大日本国沿海略図），其中將久六島稱作「鵁鵲岩」（こうしゃくがん），標高18英呎。

### 近代以後
1886年，日本水路部出版了《寰瀛水路誌・第1巻下》，在翻译英文资料时，将久六島稱為「久六礁島」，而非直接採用英文資料的 Bittern Rocks。這說明「久六島」這個名稱在當地已經頗為人知。
在明治時代，這個小礁石名為「磁石石」，據說很少有船到該島捕魚之後能安全歸來。傳說發現該島的人「九六」在島上捕魚而迷失了方向，後來西津輕郡再也沒有人嘗試探索該島。。不過，偶爾會有男鹿半島的漁民不小心被風吹至久六島，並恰好在那裡得到不少漁獲。

### 漁業開發與爭端之始
農商務省安岡百樹關於久六島情況的報告引起了技師山本義方的興趣。1887年，山本曾到深浦港巡視，但當時海面波濤洶湧，無法前往久六島，便返回東京。
1890年，福島縣人、在能代從事漁業生意的新妻助左衛門决定前往久六島探勘。7月22日，新妻帶著新的漁具和漁民，以及從千葉縣安房郡請來的潛水夫和機械師一行人從能代啟航，23日被西風吹至艫作而上岸。新妻向漁民們詢問了關於久六島的傳說以及它的方向和位置，下午6時又從艫作起航，隨後到達了久六島，並在6月27日捕撈了大量的漁獲。下午6時，新妻往能代的方向返航，但被風吹到了深浦村（今深浦町），上岸後新妻和村民們介紹了新的捕魚方法和新的漁具以及島上豐富的魚類，從而改變了村民的認知；此後，秋田縣和青森縣的漁民也開始到久六島捕魚。
1890年8月28日凌晨2時，工程師山本由方、青森縣第一任水產試驗場長齋藤宗太郎等14人，乘坐約10公尺長的川崎型船隻到久六島進行探勘、調查，8月29日凌晨1時30分回到深浦港。後來，新妻助左衛門私自捕魚的事情傳開了，青森縣的地方報《東奧日報》也對此進行了報導，導致青森縣和秋田縣的漁業糾紛。
1891年9月29日，青森縣曾獲得久六島的捕魚權，但因抗議而被取消。青森縣原欲將該土地登入該縣的地籍，但次年由於内務農商務大臣的訓令認為「該地區在涨潮时被水淹沒，因此不屬於編入範圍」，而取消了登入程序。。明治時代，秋田縣漁民出航捕魚的情況較為活躍，1893年6月青森、秋田兩地的漁民曾發生騷亂。
青森縣和秋田縣對久六島的歸屬權和捕魚權的持續爭執是日本漁業糾紛期間最突出的問題之一。因此，久六島不隸屬於任何都道府縣的情況一直持續到二戰後。

### 第二次世界大戰後
1950年3月24日，日本新的《漁業法》及其施行法開始生效。此法的改革旨在重組、調整漁權，其重要度堪比土地改革。在經過兩年的寬限期後，舊漁業法就會失效，因而引發漁權問題。
青森縣和秋田縣共同規劃了久六島周邊的捕魚權，而日本政府則提出將捕魚權的轉換時間推遲到1951年1月1日。當時，秋田縣認為，久六島的歸屬不明，應該由兩縣共享；而青森縣則認為，久六島位於陸地邊界線向西延伸的北面，應屬於青森縣。
1951年10月28日，青森縣議會以《地方自治法》第7條第1款規定的「所屬未定地」為由，決議將久六島併入西津輕郡深浦町。11月12日，秋田縣為了反對青森縣議會的決議，將久六島併入山本郡岩館村。兩縣都向時任內閣總理大臣吉田茂遞交了編入程序，導致吉田內閣和秋田縣選出的農林大臣根本龍太郎很難處理這個問題。
地方自治廳通知這兩個縣，這兩個編入程序都無效，因為「久六島不包括在要兼併的土地中」。。12月25日，內閣批准了「不認同久六島屬於這兩個縣，但將給予兩縣聯合捕魚權」的決定。從1951年12月20日在花卷溫泉開會開始，兩縣曾多次進行會議，但談判始終未有結果。
1952年4月24日，正值遠東多線魚的捕撈高峰期，正在久六島附近海域巡邏的青森縣監視船「瑞鳳丸」被秋田縣的漁船包圍。從25日開始，青森縣增加了巡邏船「白鷗丸」和「早風丸」（はやかぜ丸），對秋田漁船進行嚴厲打擊。對此，水產廳發出通知，要求秋田縣漁船多加注意。青森縣指控秋田縣岩手漁民協會會長（漁業組合長）偷獵，漁民協會會長則指控青森縣知事和監視船船長妨礙公務。
1952年8月15日頒布、9月1日生效的《地方自治法修正法》（地方自治法の一部を改正する法律，第九次修正，昭和27年法律第306号）中，增加了關於編入「無所屬地」的「第7-2條」。。在此之前，《地方自治法》還沒有關於「領海外的無所屬地」的規定。有意見認為，此條文是為了解決久六島的問題而增加的。
1953年3月，內閣同意將等距線原則（等距離線主義）轉移到青森縣；同年7月，兩縣知事簽署了《關於解決久六島問題的諒解備忘錄》（久六島問題の解決に関する覚書），其中提到將久六島劃給青森縣，但授予秋田县渔船捕捞权。
1953年8月27日頒布且當日生效的《久六島及其周邊地區漁業法特別規定法》（久六島周辺における漁業についての漁業法の特例に関する法律，昭和28年法律第253号）是規定久六島漁業的特別法，其中提到縣知事可以行使權力管理漁場，而農林水產大臣若認為特別有必要在農林水產大臣指定的周邊海域進行漁業協調，他可以行使對上述海域漁場有管轄權的都道府縣長的權力，且同時應將此情況應通知該縣知事。
1953年10月15日，在《關於將久六島併入都道府縣的處理意見》（久六島を都道府県の区域に編入する処分，昭和28年總理府告示第196號）中，根据《地方自治法》第7條第2款第1項的規定，決定自同日起將久六島併入青森縣。

### 併入青森縣後
1959年設置了久六島燈塔，由海上保安庁第二管區青森海上保安部管轄。
發生於1983年5月26日日本海中部地震之震央就在久六島附近，而久六島也因此下沉了30公分至40公分。其中一塊原先裸露的岩石在地震後已消失無蹤。

## 環境與海洋資源
久六島是津輕國定公園的一部分。。島嶼周邊地區是著名的魚類寶庫，如海鲫、太平洋藍鰭金槍魚、真鯛、鰤魚、遠東多線魚、鮑魚、角蠑螺等生物。久六島也曾是已滅絕的日本海獅在獨島以外的繁殖地。直至1950年代已經確認有少量的海獅在此繁殖。此外，貝氏喙鯨、虎鯨、海豚和等海洋哺乳動物也有機會在此出現。

## 地理資訊
- 經緯度：北緯40度32分2秒，東經139度29分57秒[32]
- 郵遞區號：038-2300[33]
- 地址：青森縣西津輕郡深浦町久六[34]
- 交通：由於島上無人居住[35]，久六島並沒有固定的航線，必要包租漁船才能前往[18]

## 腳註

### 註解
1. ↑  來源稱「青森縣岩崎村舊家第六代大屋久六」。松神曾是岩崎村（日语：岩崎村 (青森県)）的一部分，2005年合併至深浦町。[16]
2. ↑  《Mypedia百科全書》中有一個說法指出，1786年有船隻批發商發現此島[17]
3. ↑  意译bittern
4. ↑  「磁石石」意為「去了就回不來了」[18]
5. ↑  《地方自治法》第7條中的「所屬未定地」，指的是「原本必須被認同屬於城市、城鎮、村莊的區域」，也就是說在「三海里的領海區域內」，可以預想到會進行填海造陸形成新島嶼的工程[24]。
6. ↑  12月24日，各省次官會議會議決定，「久六島不能歸屬於兩線，但兩縣可以同時擁有聯合捕魚權」，並在次日12月25日的內閣會議上獲得批准。[21]。
7. ↑  「除法律另有規定外，當認為有必要將從未成為地方公共實體一部分的地區納入都道府縣或市町村時，應由內閣決定是否替換。在這種情況下，如果發現任何縣市有 利益衝突，應事先徵求該縣市的意見。」「前款規定的意見，應經當地普通地方公共團體的議會決議。」「在根據第1款的規定採取處置時，內閣總理大臣應立即發佈公告。上條第7款的規定應比照適用於此例。」[25]。
8. ↑  久六島距離兩縣海岸約20海里，故在領海之外。[20]。
9. ↑  「其實，現行法律的缺陷之一就是漏洞百出，最近一個比較突出的問題就是位於青森縣和秋田縣中間的久六島。」（鈴木俊一政府委員）[24]。
10. ↑  「農林大臣如果認為，在農林大臣指定的久六島（位於北緯40度31分，東經139度30分海面的島嶼）附近海域有特別的漁業協調需要，可根據《漁業法》（昭和二十四年法律第267号）行使對上述海域漁業有管轄權的縣長的全部或部分權力。」「農林大臣在根據上款規定行使都道府縣長的權力時，應將此情況通知都道府縣長。」[28]

## 外部連結
- 久六島周辺における漁業についての漁業法の特例に関する法律（昭和二十八年八月二十七日法律第二百五十三号） - e-Gov法令檢索（日語）